# Bāz-e Ḩeydar
Bāz-e Ḩeydar (persiska: باز حیدر) är en ort i Iran.   Den ligger i provinsen Khorasan, i den nordöstra delen av landet, 700 km öster om huvudstaden Teheran. Bāz-e Ḩeydar ligger 1 530 meter över havet och antalet invånare är 109.
Terrängen runt Bāz-e Ḩeydar är huvudsakligen kuperad, men norrut är den bergig.Runt Bāz-e Ḩeydar är det ganska tätbefolkat, med 185 invånare per kvadratkilometer. Närmaste större samhälle är Darrūd, 13,0 km nordväst om Bāz-e Ḩeydar. Omgivningarna runt Bāz-e Ḩeydar är i huvudsak ett öppet busklandskap.